# Donegal GAA
Il Donegal County Board della Gaelic Athletic Association (GAA) (Cumann Lúthchleas Gael Coiste Dhún na nGall in lingua irlandese) o Donegal GAA è uno dei trentadue county boards in Irlanda, ovvero le associazioni che gestiscono a livello di contea l'organizzazione e la promozione degli sport gaelici ed è radicato nella Contea di Donegal. Il county board è anche responsabile per le squadre inter-county rappresentative del Donegal (anch'esse chiamate Donegal GAA). A livello di club, sono 40 le società iscritte al Donegal County Board.
Il fiore all'occhiello del Donegal è la squadra maggiore di calcio gaelico, nelle ultime edizioni una delle protagoniste e più competitive del panorama irlandese. Indicata anche come una delle squadre sportive più forti, si è aggiudicata un All-Ireland Championship l'ultima volta nel 2012. I giocatori del Donegal che hanno fatto parte di quella selezione si sono aggiudicati gran parte dei premi All Star di quella stagione ed ogni singola nomination per la All Stars Footballer of the Year, vinta per ultimo da Karl Lacey. Il precedente allenatore della squadra Jim McGuinness, invitato in Scozia per assistere agli allenamenti della squadra di calcio del Celtic, è stato il primo selezionatore di sport gaelici a cui sia stato offerto un ruolo in uno sport professionistico al di fuori del contesto irlandese. L'esperienza di McGuinness è stata oggetto di attenzioni anche da parte di squadre di calcio inglesi della Premier League.
L'attuale allenatore della squadra è Rory Gallagher.

## Calcio gaelico
Il calcio gaelico è lo sport principale della contea ed è particolarmente diffuso nella zona nord-orientale vicino alla confinante Derry e nella penisola di Inishowen, così come nelle gaeltacht occidentali e a Glenties. L'unica zona in cui è meno diffuso è quella meridionale e di sud-est dove invece prevale il calcio.
Nonostante sia quasi in fondo alla classifica dei titoli provinciali vinti, perfino sotto l'Antrim che tradizionalmente è più forte nell'hurling, il Donegal è dietro solo a Cavan, Tyrone e Down per titoli nazionali, nonostante queste franchigie abbiano in bacheca quasi il doppio o il triplo dei titoli Ulster. Nonostante la forte passione per il football nella popolazione, sia per la posizione remota della contea che le non molte risorse ed infrastrutture inizialmente a disposizione, la contea vinse i primi trofei maggiori infatti soltanto negli anni settanta.

### Storia del board e della franchigia
Il primo Donegal County Board fu formato nel 1905 e la prima partita della storia della contea avvenne contro Derry il 17 marzo 1906. Sempre nel 1906, la contea vinse il primo dei suoi trofei maggiori, l'Ulster Senior Hurling Championship, dove Donegal ebbe la meglio su Antrim in finale, tenutasi al campo di Moss Road con il reboante risultato di 5-15 a 0-1. Il Donegal apparve la prima volta a Croke Park soltanto il 6 aprile 1952. L'occasione era la semifinale della National Football League che li vedeva opposti a Cork.

#### Anni '70 e '80: trionfi provinciali e giovanili
Nonostante la diffusione del calcio gaelico nella contea e la presenza di buoni club, il Donegal cominciò a far parlare di sé seriamente soltanto negli anni settanta, quando vinsero il loro primo Ulster Senior Football Championship nel 1972. La vittoria coincise con il loro primo premio All Star—vinto da Brian McEniff—nel secondo anno di esistenza del premio. I campioni All-Ireland in carica di Offaly sconfissero in semi-finale i campioni dell'Ulster prima di andarsi ad aggiudicare il secondo titolo nazionale di fila.
Il secondo titolo provinciale fu conquistato due anni dopo, nel 1974. La corsa nazionale conseguente fu fermata nuovamente in semi-finale da Galway, finalisti All-Ireland nel 1971 e 1973.
Dovettero passare 8 anni prima che il Donegal potesse rialzare al cielo la coppa provinciale, nel 1983. La dinamica della competizione nazionale fu una sorta di refrain dell'ultima edizione All-Ireland giocata dalla contea, dato che furono nuovamente eliminati in semifinale da Galway, questa volta per un solo punto di differenza. La finale giocata da Galway contro Dublino sarebbe divenuta tristemente famosa come Game of Shame ("Partita della Vergogna") per l'alto tasso di violenza e scorrettezze in campo e segnata da quattro espulsioni.
Nel 1987, Donegal vinse il titolo nazionale Under 21, un successo che fu molto importante soprattutto perché poneva le basi per un futuro prospero a livello di competitività e che portò alla ribalta dei giocatori importanti per le successive squadre Senior. La finale fu vinta contro Kerry.

#### Anni '90: successi e primo titolo nazionale
Nel 1990, il Donegal sconfisse Armagh nella finale dell'Ulster, ottenendo il quarto titolo provinciale, ma fu eliminata nuovamente in semi-finale nella All-Ireland dal Meath. La squadra si ripeté soltanto due anni dopo, rivincendo il titolo Ulster nel 1992. Nel Campionato All-Ireland 1992, la storia finalmente cambiò: il Donegal, più che sfavorito alla vigilia, batté in semifinale Mayo accedendo per la prima volta nella sua storia alla prestigiosa finale del torneo nazionale.
Il 20 settembre 1992 Donegal scese in campo a Croke Park contro una strafavorita Dublino, vincendo inaspettatamente per 0–18 a 0–14 e potendo così alzare al cielo la prima Sam Maguire Cup della storia. La selezione, allenata dall'ex stella ed albergatore di Bundoran, Brian McEniff, riuscì a prendere in mano le redini del gioco mantenendosi sempre con qualche punto di vantaggio. Uomo partita fu Manus Boyle, che segnò 0–9 punti (quattro da azione), mentre Gary Walsh si prodigò in un miracoloso intervento a fine gara, impedendo all'avversario Vinny Murphy di segnare un gol che avrebbe in quel momento pareggiato il conto.
Fu l'apice di una grande squadra, che nonostante i pochi titoli aggiudicati, si giocò cinque titoli consecutivi dell'Ulster tra 1989 e 1993, oltre che tre finale su quattro di National Football League (1993 v. Dublin, 1995 v. Derry, 1996 v. Derry). 
A fine ciclo McEniff si dimise dalla conduzione tecnica.
Ci furono anni con molti tecnici nominati e varie diatribe. In particolare l'ex campione '92 Martin McHugh cercò a più riprese di ottenere il posto da selezionatore, ma gli fu negato dal Donegal County Board. Tale rifiuto fu considerato una sorta di affronto e fu spesso ricordato in seguito anche per la storia personale del futuro tecnico Jim McGuinness, anch'egli più volte rifiutato dal board fino all'incarico ottenuto rivelatosi molto fruttuoso. McHugh non prese bene il rifiuto del board e dichiarò subito dopo: "Ho pensato che potesse esserci un'altra All-Ireland in Donegal ed è per questo che mi sono offerto. Ho pensato potesse arrivare un'altra All-Ireland qui, e che ci fossero buoni giocatori per arrivarci. Ma a quanto pare, questo è il modo in cui doveva andare".

#### Anni 2000: National Football League
Mickey Moran fu nominato manager con un contratto triennale nell'agosto 2000, succedendo a Declan Bonner. Durante la sua gestione, il selezionatore Michael Houston abbandonò la squadra dopo una lite pubblica con Moran. Il primo anno di Moran fu deludente, mentre il 2002 ripagò le delusioni, arrivando il Donegal alla finale Ulster, dove però fu battuto da Armagh, e grazie alla nuova formula del torneo, ai quarti di finale contro Dublino. A fine stagione tuttavia, l'allenatore comunicò al County Board le proprie intenzioni di dimettersi prima della scadenza del contratto.

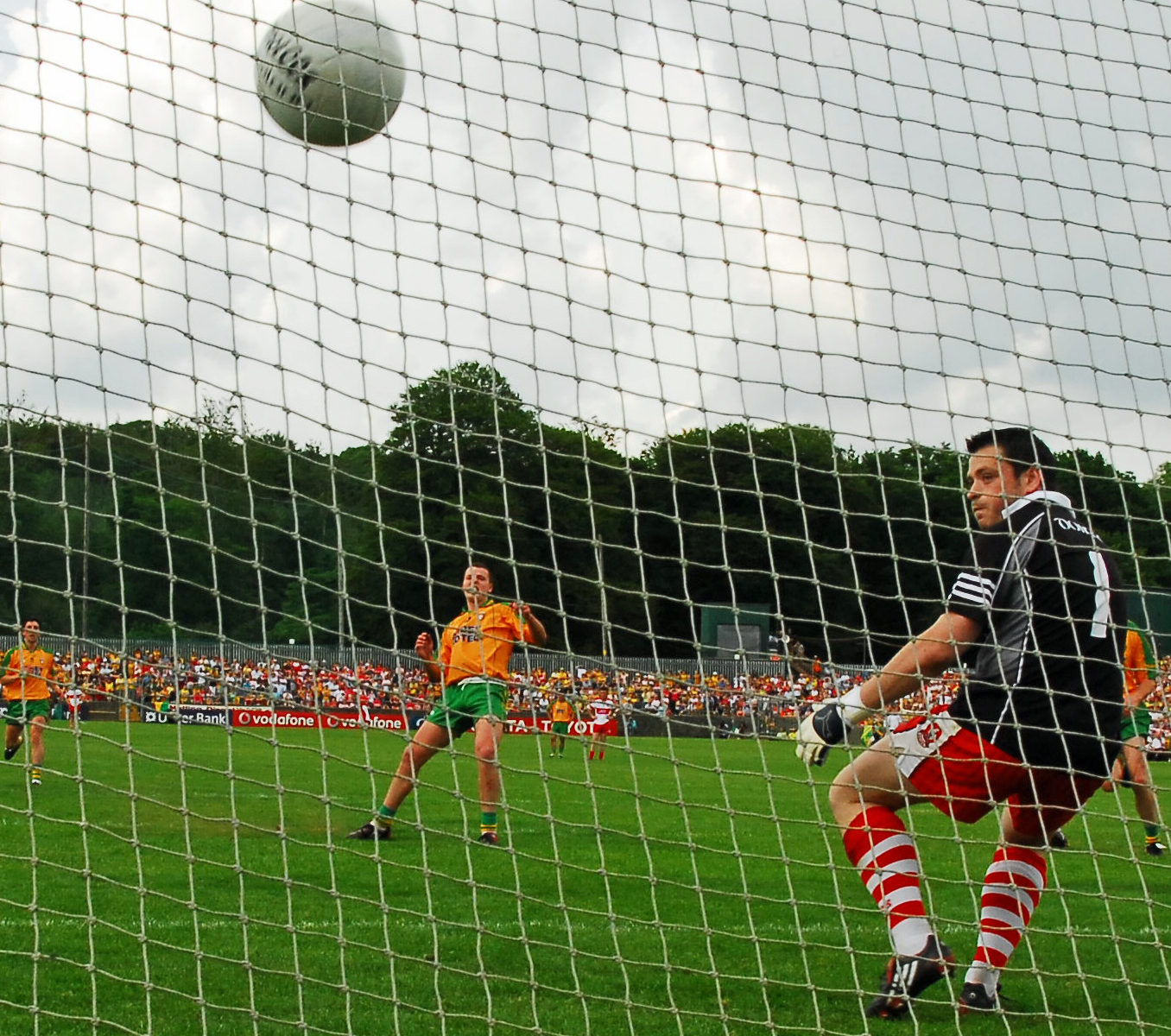
Donegal in gol su rigore contro Derry nel 2008

Nel 2006 fu pertanto incaricato Brian McIver, sotto la cui gestione si videro dei miglioramenti in termini di risultati con la promozioni in Division 1 della NFL. Erano passati tuttavia già quindici anni dall'ultimo trofeo vinto dalla contea e le sconfitte recenti con Armagh nel 2002, 2004 e 2006 portarono ad un'altra decade senza vittorie. Anche la finale di Division 2 del 2006 vide il Donegal sconfitto dalla piccola Louth. Il digiuno fu finalmente interrotto nel 2007 quando la squadra Senior vinse la National Football League per la prima volta nella storia, sconfiggendo Mayo a Croke Park il 22 aprile 2007 con un punteggio di 0–13 a 0–10. Per la strada verso la finale Donegal sconfisse Cork, Mayo, Tyrone, Dublin, Kerry, Fermanagh e Kildare, senza mai perdere e pareggiando solo con Limerick.
McIver fu rimosso dalla posizione dopo il campionato All-Ireland del 2007 salvo poi essere re-incaricato prima di quello del 2008. Fu una situazione particolarmente instabile, dato che ad una riunione del County Board, una mozione di sfiducia fu presentata dai club Saint Eunan's e Gaoth Dobhair; McIver fu costretto a dimettersi. Declan Bonner e Charlie Mulgrew furono incaricati come "Joint Managers" quando John Joe Doherty del club Naomh Columba si dice avesse rifiutato l'offerta di divenire allenatore della contea. Tuttavia, Doherty era stato contattato prima di Bonner e Mulgrew, i quali furono quindi messi da parte in quanto le voci del rifiuto si erano rivelate false. Gli fu offerto quindi una seconda volta l'incarico e stavolta non rifiutò. Bonner e Mulgrew contestarono questa procedura che portò alla nomina di Doherty, per loro viziata. Il caso del duo fu ascoltato nel novembre 2008 ma ci vollero 13 giorni per avere un verdetto dalla DRA. John Joe Doherty fu nominato manager a novembre, in una riunione del Board.

#### Dal 2010: l'era McGuinness

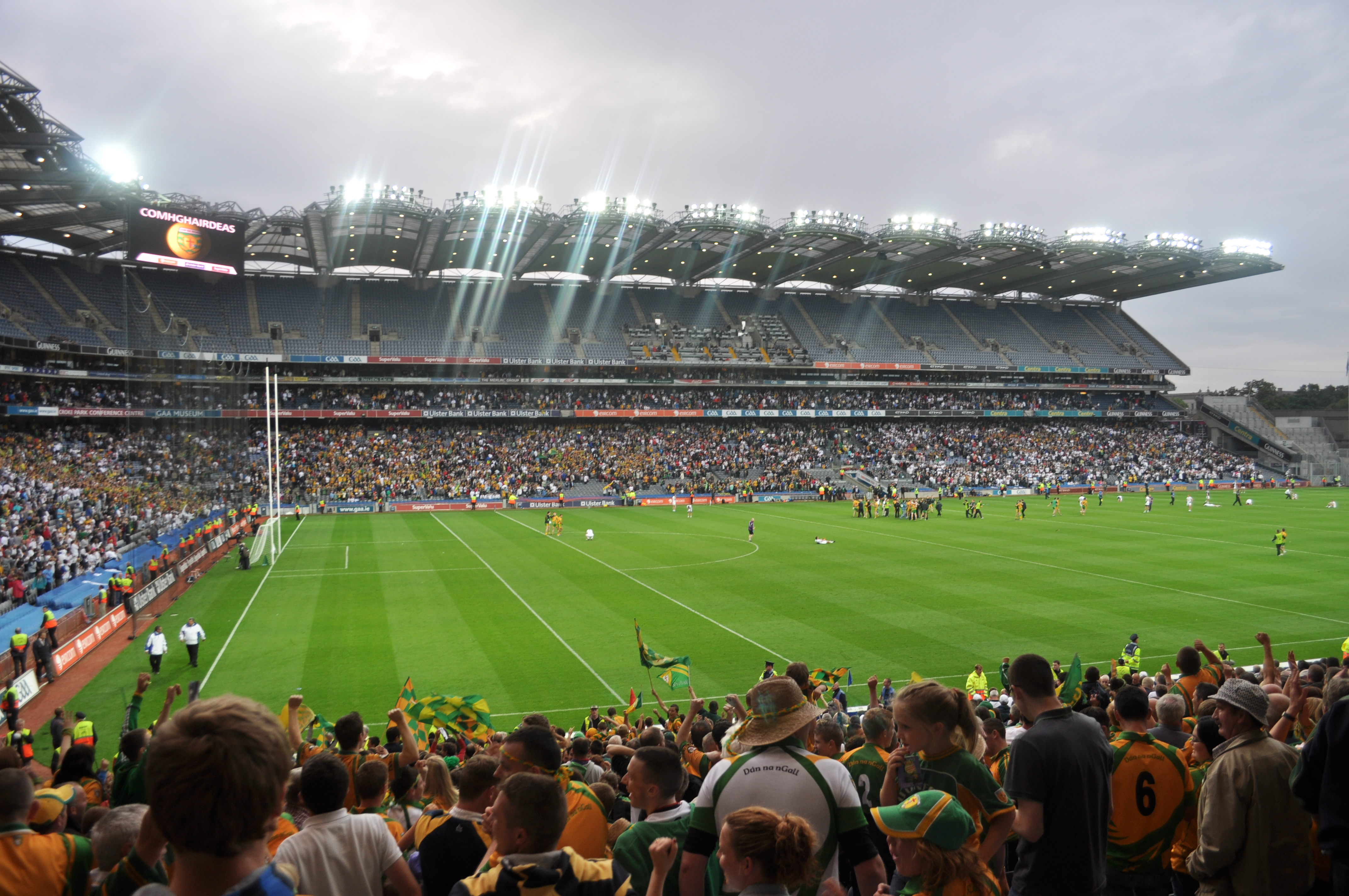
Donegal sconfigge Kildare nella All-Ireland Senior Football Championship 2011 nella prima stagione di Jim McGuinness alla guida

Nel 2010, dopo una campagna deludente nella quale il Donegal perse in casa contro Down ai supplementari per il titolo provinciale e nelle conseguenti qualifiche All-Ireland contro Armagh a Crossmaglen nettamente per nove punti, John Joe Doherty si dimise da allenatore. L'unico candidato a sostituirlo era Jim McGuinness. Dalla sua nomina avvenuta il 26 luglio 2010, McGuinness riportò in squadra Kevin Cassidy e Michael Hegarty ormai ritirati, introdusse nuovi giocatori dalla Under 21, finalista nazionale nel 2010 ed in particolare introdusse organizzazione e disciplina, una componente più volte lamentata da addetti e stampa in varie squadre piuttosto competitive del Donegal dal 1993 al 2011.
Il primo grande successo di McGuinness's fu di vincere la Division 2 della National Football League in finale contro Laois a Croke Park per 2–11 a 0–16. Superarono la stagione di lega imbattuti, perdendo soltanto l'ultima partita paradossalmente proprio con Laois, sconfitto poi in finale. Prima della finale, avevano comandato il campionato vincendo praticamente sempre, tolti la sconfitta all'ultima partita e due soli pareggi.
Questa vittoria, più per l'importanza del trofeo in sé, fu fondamentale per consolidare la squadra e far aumentare le aspettative di giocatori e tifosi, con molte agenzie di bookmakers che davano il Donegal probabile vincitore del torneo provinciale. Il Donegal vinse con Antrim 1–10 a 0–07 nel round preliminare: il dato fu importantissimo, perché nel torneo ad eliminazione diretta la squadra non vinceva un match dal 2007. Nella partita in trasferta contro Cavan il Donegal si impose nuovamente, con un netto 2–14 (20) a 1–08 (11) Dopo toccò a Tyrone, contro la quale emerse il nuovo modulo difensivo elaborato da McGuinness che sarebbe stato oggetto di celebrazioni e studi in futuro. Donegal vinse 2–06 a 0–09.
Il Donegal arrivò pertanto alla finale Ulster contro una temibile Derry, che una settimana prima della semifinale giocata dai verde-oro, aveva surclassato Armagh con un netto 3–14 a favore.
Il 17 luglio 2011, a Clones, il Donegal disputò la sua prima finale in cinque anni, la sesta dal 1992. Di fronte ad un pubblico di 28.364 spettatori, il Donegal sconfisse Derry per 1–11 a 0–08. L'impresa, oltre che per il trofeo ottenuto, assunse una notevole importanza anche perché era soltanto la terza volta nella storia della competizione provinciale che una squadra partita dall'ultimo turno preliminare riuscisse a vincere la competizione. L'impresa era riuscita soltanto ad Armagh nel 2005 e a Cavan ben 66 anni prima. Gli osservatori e gli addetti ai lavori fecero subito notare come il Donegal non avesse concesso più di nove punti a partita e più di soli tre punti nel secondo tempo ad ognuna delle squadre incontrate. A luglio 2011, era la squadra che concedeva meno gol in Irlanda, con una media di 8,75 punti a partita. Il 30 luglio 2011, Donegal arrivò a Croke Park per giocare contro Kildare il loro primo quarto di finale in due anni. Dopo un primo tempo scialbo e ricco di emozioni, la partita si ravvivò nella seconda frazione, in particolare quando il subentrato Christy Toye segnò l'unico gol della partita. Kildare riuscì tuttavia a pareggiare, portando lo scontro ai supplementari che furono particolarmente combattuti ed in equilibrio fino all'ultimo: quando Kildare pensava di aver ottenuto un replay e di concludere il match in parità Toye e Cassidy segnarono dei punti vitali nei minuti di recupero, portando la squadra in semifinale per la prima volta dal 2003. Questa fu giocata contro Dublino, che vinse soltanto 0-8 a 0-6, in uno dei match più poveri di punti segnati della storia della competizione.

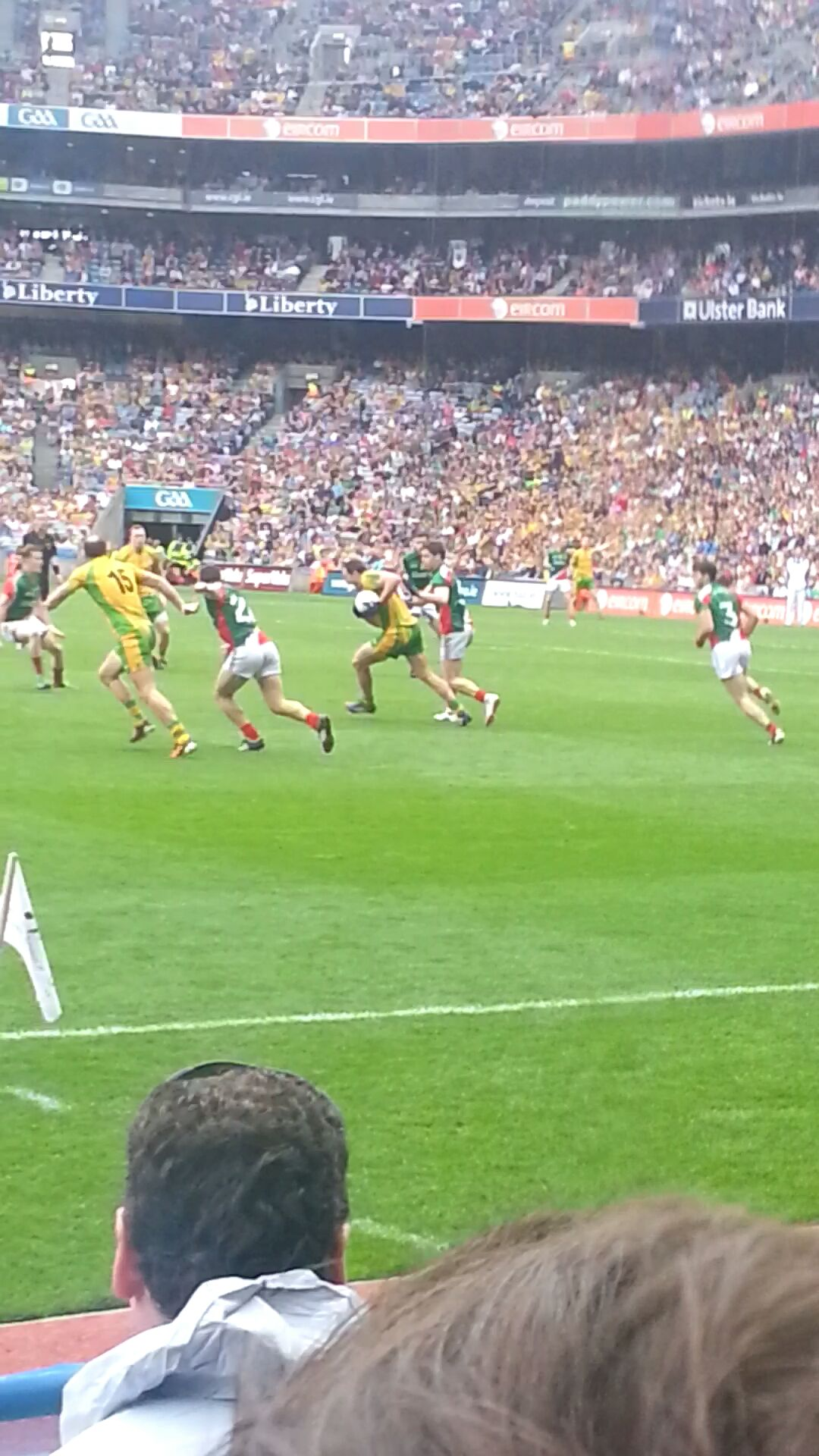
Finale All-Ireland 2012: Donegal-Mayo

Il 22 luglio 2012, Donegal confermò il titolo Ulster vinto l'anno prima, prima volta nella sua storia, con una vittoria su Down per 2-18 (24) a 0-13 (13) Il 5 agosto, sconfissero il Kerry, la squadra più titolata d'Irlanda. Era la prima volta in assoluto che le due compagini si incrociavano a livello Senior e risultò essere la seconda volta soltanto nella storia che Kerry venisse sconfitta in questa fase. Contro Cork, nessuno fuori la contea dava qualche chance ai verde-oro, con i Rebels considerati i favoritissimi al titolo nazionale. Donegal sorprese tutti, battendo un'opaca Cork e accedendo facilmente e senza problemi alla finale Mickey Harte di Tyrone, cercando di analizzare la partita per la BBC, espresse il suo stupore: "Se devo essere onesto, non l'avrei immaginato. Donegal ha annientato Cork, non ci sono altre parole da dire.". Martin McHugh, membro della squadra vincitrice del 1992, disse che quella fu la miglior partita mai giocata da una squadra del Donegal, perfino di quella vittoriosa di cui aveva fatto parte. La finale a Croke Park fu altrettanto dominata: Donegal vinse la All-Ireland Senior Football Championship 2012 il 23 settembre 2012, alzando al cielo per la seconda volta nella storia la Sam Maguire ed annichilendo Mayo sin dai primissimi minuti con due gol secchi e immediati di Michael Murphy e Colm McFaddenì.
Dopo una stagione in cui persero ai quarti contro Mayo, vendicatosi pertanto della finale persa l'anno prima e prossimi nuovi finalisti (nuovamente perdenti), nel 2014 il Donegal ha nuovamente raggiunto la finale in programma per il 21 settembre battendo in maniera sorprendente in semifinale la nettamente più favorita Dublino. La squadra non è riuscita tuttavia a ripetere la prestazione in finale contro Kerry, perdendo dopo una partita sottotono anche se combattuta fino alla fine. In particolare la squadra ha fallito nell'ultimo minuto di recupero la possibilità di pareggiare colpendo il palo della porta. A fine stagione Jim McGuinness, divenuto personaggio cult nel frattempo e a cui sono stati dedicati vari articoli e documentari, comunica la volontà di dimettersi.

#### Il biennio Gallagher
Al posto di McGuinness viene nominato Rory Gallagher, suo vice in tutti gli anni della sua gestione.
La campagna 2015 inizia subito con un sorteggio sfortunato che vede il Donegal partire dal primissimo turno preliminare. La squadra affronta ed elimina Tyrone ed Armagh con prestazioni convincenti ed in semifinale Derry più di misura, ma perde, dopo una prestazione opaca e anche sfortunata, la finale Ulster contro Monaghan, accedendo all'ultimo turno della fase eliminatoria contro Galway ed imponendosi contro i Tribesman per accedere ai quarti All-Ireland. Una prova incolore contro Mayo decreta l'eliminazione dalla massima competizione.
Nel 2016 Donegal torna in campo tra le favorite quantomeno per la vittoria del provinciale Ulster. Dopo un cammino agevole, servono due confronti agli oro-verde per battere i rivali di Monaghan al replay. Una dura e contesa finale Ulster contro Tyrone si traduce però in un'inattesa sconfitta, che costringe Donegal ad affrontare Cork nei backdoors, dove vince in maniera convincente, prima di trovare ai quarti lo scoglio Dublino, che si impone di cinque punti.
Una discreta League con una finale rischiata fino all'ultima giornata fa sperare i tifosi di Donegal: la squadra inizia bene il provinciale battendo nettamente Antrim. In semifinale trova in una partita molto attesa Tyrone, venendo però battuta in maniera eclatante per 1-21 a 1-12, risultato che sorprende tutta la nazione. Donegal sembra manifestare seri problemi, facendo un percorso poco esaltante nei backdoors e battendo le meno quotate Longford e Meath con molta fatica. L'ultimo turno di qualificazioni gli oro-verde se lo giocano con una Galway appena battuta a sorpresa in finale Connacht da Roscommon e sulla carta inferiore: gli amaranto dell'ovest umiliano però Donegal vincendo 4-17 a 0-14, eliminandoli. È la prima volta in 6 anni che Donegal non raggiunge il tabellone finale della coppa All-Ireland. Pochi giorni dopo Rory Gallagher si dimette da tecnico della contea.

### Titoli
- All-Ireland Senior Football Championship: 2
  - 1992, 2012
- All-Ireland Under-21 Football Championship: 2
  - 1982, 1987
- All-Ireland Vocational Schools Championship: 5
  - 1984, 1985, 1995, 1996, 2002
- Ulster Senior Football Championship: 8
  - 1972, 1974, 1983, 1990, 1992, 2011, 2012, 2014
  - Ulster Minor Football Championship: 4
  - 1956, 1985, 1991, 1996, 2006,
  - Ulster Under-21 Football Championship: 7
  - 1963, 1964, 1966, 1982, 1987, 1995, 2010
- Ulster Vocational Schools Football Championship: 11
  - 1964 1965 1984 1985 1986 1987 1992 1994 1995 1996 2002
- National Football League: 1
  - 2007
- Dr. McKenna Cup: 8
  - 1963, 1965, 1967, 1975, 1985, 1991, 2009, 2010
- Dr Lagan Cup: 4
  - 1952, 1965, 1966, 1967

### Club
La presenza dei club nella contea è stata da sempre legata alla forte tradizione culturale gaelica sia della lingua che delle tradizioni del Donegal. I primi club si sono formati già ad inizio Novecento, anche se lo sport era praticato da molto tempo. Molte squadre sono ben note a livello nazionale per i giocatori di spessore che hanno fatto emergere o per metodi di organizzazione tattica che hanno spesso influenzato notevolmente lo sport. Ciononostante le squadre di club del Donegal hanno faticato ad imporsi fuori dalla propria contea, non potendo annoverare alcuna vittoria nazionale ed un solo titolo provinciale dell'Ulster, in particolare ottenuto dal St Joseph nel 1975. Ciò è dovuto in parte anche al fatto che i club sono dislocati in un territorio piuttosto dispersivo e molto legati, per partecipazione sia in campo che sugli spalti, alla popolazione locale: la mancanza nel tempo di infrastrutture, solo in tempi recenti migliorate notevolmente e la distribuzione dei vari giocatori in più club ha dato vita a campionati piuttosto equilibrati e squadre che hanno poi faticato con le compagini di altre contee. Le partite in Donegal sono apprezzate anche per la scenograficità di molti impianti, spesso posti in località di valore paesaggistico come il campo di Towney a Kilcar e Fintra a Killybegs o in aree particolarmente remote e ricche di tradizioni come Gaoth Dobhair.

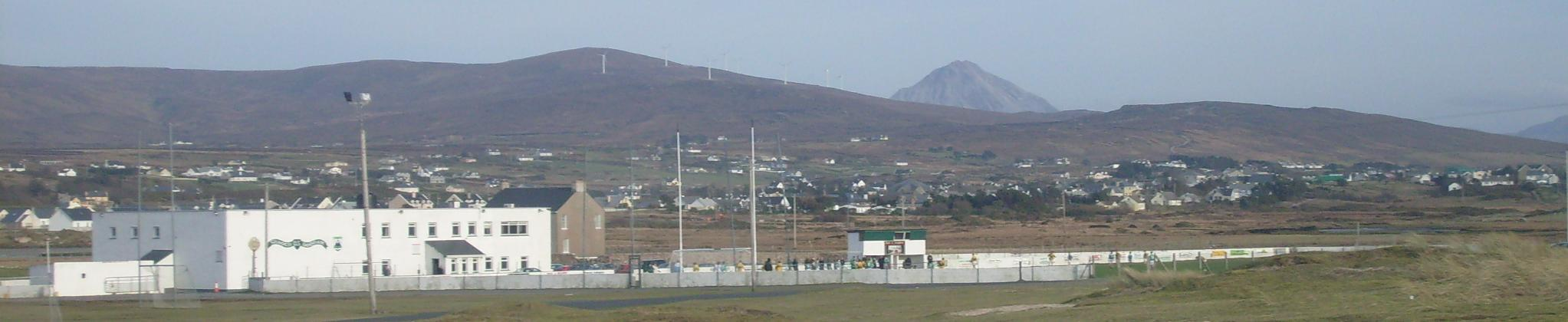
Stadio di sport gaelici a Gweedore con in lontananza l'iconico monte Errigal

Sono iscritti ed affiliati alla Donegal GAA 49 club, suddivisi in tre campionati gerarchici.
- Donegal Senior Football Championship (16):

- Ard an Rátha GAA (Ardara)
- Bundoran GAA (Bundoran)
- Chíll Chartha C.L.G. (Kilcar)
- An Clochán Liath GAA (Dungloe)
- Gaoth Dobhair GAA (Gweedore)
- Glenfin GAA (Cloghan)
- Gleann tSúilí GAA (Glenswilly)
- Malainn GAA (Malin)

- Na Cealla Beaga GAA (Killybegs)
- Na Ceithre Máistir GAA (Donegal Town)
- Naomh Adhamhnáin GAA (Letterkenny)
- Naomh Conaill C.L.C.G. (Glenties)
- Naomh Mhuire GAA (Kincasslagh)
- Naomh Mícheál GAA (Dunfanaghy)
- Seán MacCumhaill's GAA (Ballybofey)
- Termon GAA (Termon).

- Intermediate Football Championship (12): Aodh Ruadh GAA (Ballyshannon), Burt GAA (Burt), Baile na nGalloglach GAA (Milford), Buncrana GAA (Buncrana), Carndonagh GAA (Carndonagh), Cloich Cheann Fhaola GAA (Cloughaneely), C.L.G. Na Dúnaibh (Downings), Gaeil Fhánada (Fanad), Naomh Bríd (Laghey), Naomh Colmcille (Newtowncunningham), Naomh Columba (Glencolmcille), Naomh Naille (Mountcharles)
- Junior Football Championship (11): Gaeil Leitir Ceanainn (Letterkenny), Moville, Naomh Pádraig (Lifford), Naomh Pádraig (Muff), Naomh Ultan (Dunkineely), Na Rossa (The Rosses), Paite Gabha (Pettigo), Red Hughs (Killygordon), Roibéard Eiméid (Castlefin), St. Mary's (Convoy), Urris.

## Hurling
L'hurling riveste un ruolo inferiore nella contea ma nonostante ciò la squadra ha vinto tre Ulster Senior Hurling Championships e quattro a livello giovanile. Nella National Hurling League la franchigia gioca in terza divisione e prende parte, a livello nazionale, alla Lory Meagher Cup. Nel 2006 giunse in finale della Nicky Rackard Cup ma venne sconfitta da Derry e nel 2009 della Lory Meagher ma anche in quel caso uscì sconfitta, in tale occasione per mano di Tyrone. Entrambi gli incontri si disputarono a Croke Park.

### Titoli
- Ulster Senior Hurling Championships: 3
  - 1906, 1923, 1932
- Ulster Junior Hurling Championships: 6
  - 1947, 1948, 1972, 1989, 2001, 2003
- Nicky Rackard Cup
  - Finalisti: 2006
- Lory Meagher Cup
  - Finalisti: 2009

## Colori e simboli
Il Donegal gioca da sempre in oro e verde. I colori, ripresi anche nello stemma ufficiale della contea, richiamano le spiagge dorate e le colline verdi della contea e sono facilmente visibili durante l'estate nelle varie bandiere esposte dalla popolazione. Lo stemma del board è nient'altro che quello di Donegal Town bordato da un altro scudo con le caratteristiche barre ondulate verdi-oro presenti nello stemma della contea.

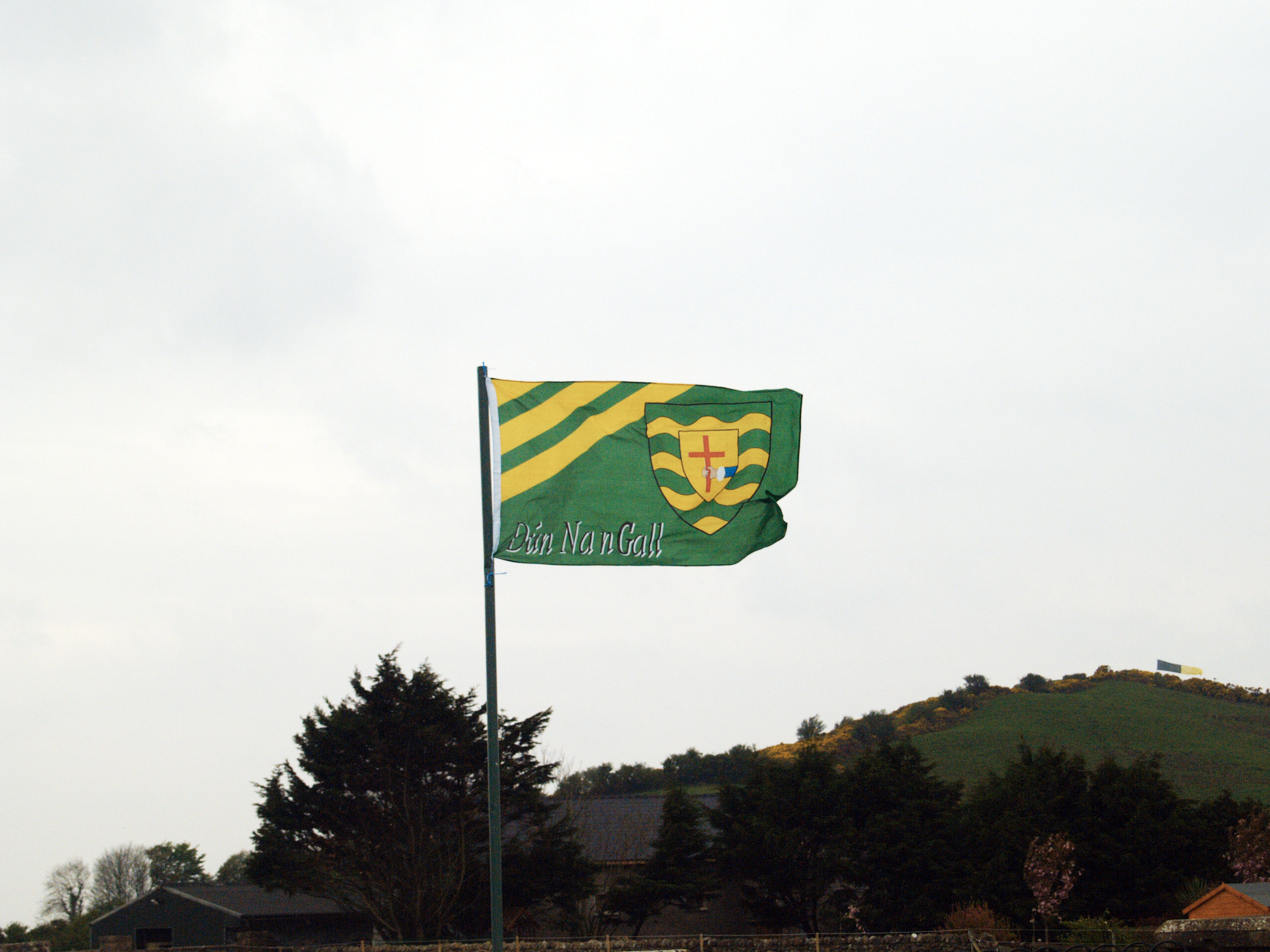
Bandiera con stemma e colori tradizionali della contea

Nonostante i colori siano sempre stati invariati, la loro disposizione sulle divise non è sempre stata identica. Originariamente il Donegal giocava infatti con maglie verdi con banda centrale gialla e pantaloncini bianchi (simile a Kerry e Meath pertanto), questo fino al 1966. Dopo un breve periodo in maglia gialla, la maglia verde tornò stabilmente per tutti gli anni settanta e ottanta. Fu soltanto nel 1992, a seguito della prestigiosa ed insperata vittoria ottenuta nella semifinale della All-Ireland col Mayo con il change kit si decise di adottare come prima maglia quella color oro con pantaloncini verdi. La scelta, inizialmente solo scaramantica, trovò ulteriore consacrazione con la partita successiva, la finale, vinta contro Dublino con qualsiasi pronostico a sfavore. Da allora il Donegal gioca sempre con maglia gialla (a seconda delle annate con più o meno inserti verdi) e pantaloncini verdi.
La maglia storica è tornata, ma come change kit, dal 2018 ed abbinata a pantaloncini verdi (combinazione già vista negli anni '80).
Sebbene negli sport gaelici le divise da trasferta non siano frequentissime per il basso numero di squadre, il Donegal ne può annoverare alcune. In genere la divisa da trasferta è stata gialla quando la prima era verde e bianca quando la prima era gialla. Non sono mancate, come da tradizione nel calcio gaelico, divise alternative coi colori provinciali. Il Donegal ha vestito varie volte maglie giallo-nere che richiamavano le divise della selezione dell'Ulster. Come già detto il Donegal è tornato al verde dal 2018 per le divise da trasferta.